# Puig de les Ànimes
El Puig de les Ànimes és un Jaciment arqueològic localitzat a Caldes de Malavella (La Selva), inclòs a l'Inventari  del Patrimoni Arqueològic i Paleontològic de Catalunya.
Fou descobert l'any 1876 durant l'excavació d'unes rases per a l'aprofitament de l'aigua termal. Es trobaren diverses eines de sílex (ganivets, puntes de fletxa…) una banya de ren treballada i algunes dents d'animal (cavall, ase, bou salvatge, cérvol, porc senglar). Es tracta segurament de les restes d'ocupacions temporals, potser de caçadors, efectuades al llarg del Paleolític superior (fa entre 30.000 i 10.000 anys).
S'ha esmentat la presència de diverses làmines de sílex, de raspadors, de puntes de fletxa triangulars, una sageta amb aleta i peduncles, burins, ascles de sílex, laminetes i fragments de quarsita. En relació a la fauna, s'ha citat la presència d'un conjunt molt variat que comprèn restes de cavall (Equus cavallus), cérvol (Cervus elaphus), bou (Bos primigenius-taurus), porc senglar (Sus scropha), ase (Equus asinus) i ren (Rangifer tarandus), encara entre d'altres espècies. En relació a aquesta darrera, cal remarcar que les cites bibliogràfiques antigues citen l'existència d'un fragment de banya decorada. També s'esmenta l'existència d'una punta de banya de cérvol. A banda de totes aquestes restes, consta també la troballa de diversos fragments de ceràmica a mà i un petit vas de fusta d'època antiga.
L'existència de vasos de ceràmica a mà i puntes de fletxa d'aletes i peduncle, va fer que Bosch i Gimpera i Lluís Pericot consideressin el jaciment com a neolític i calcolític. Segons Jordi Estévez, que en va estudiar la fauna i la indústria lítica, es tractaria en gran part d'un jaciment magdalenià. Narcís Soler confirmà aquesta cronologia i assenyalà també la presència d'alguns elements lítics que podrien portar la cronologia del jaciment fins el solutrià.

## Termes romanes

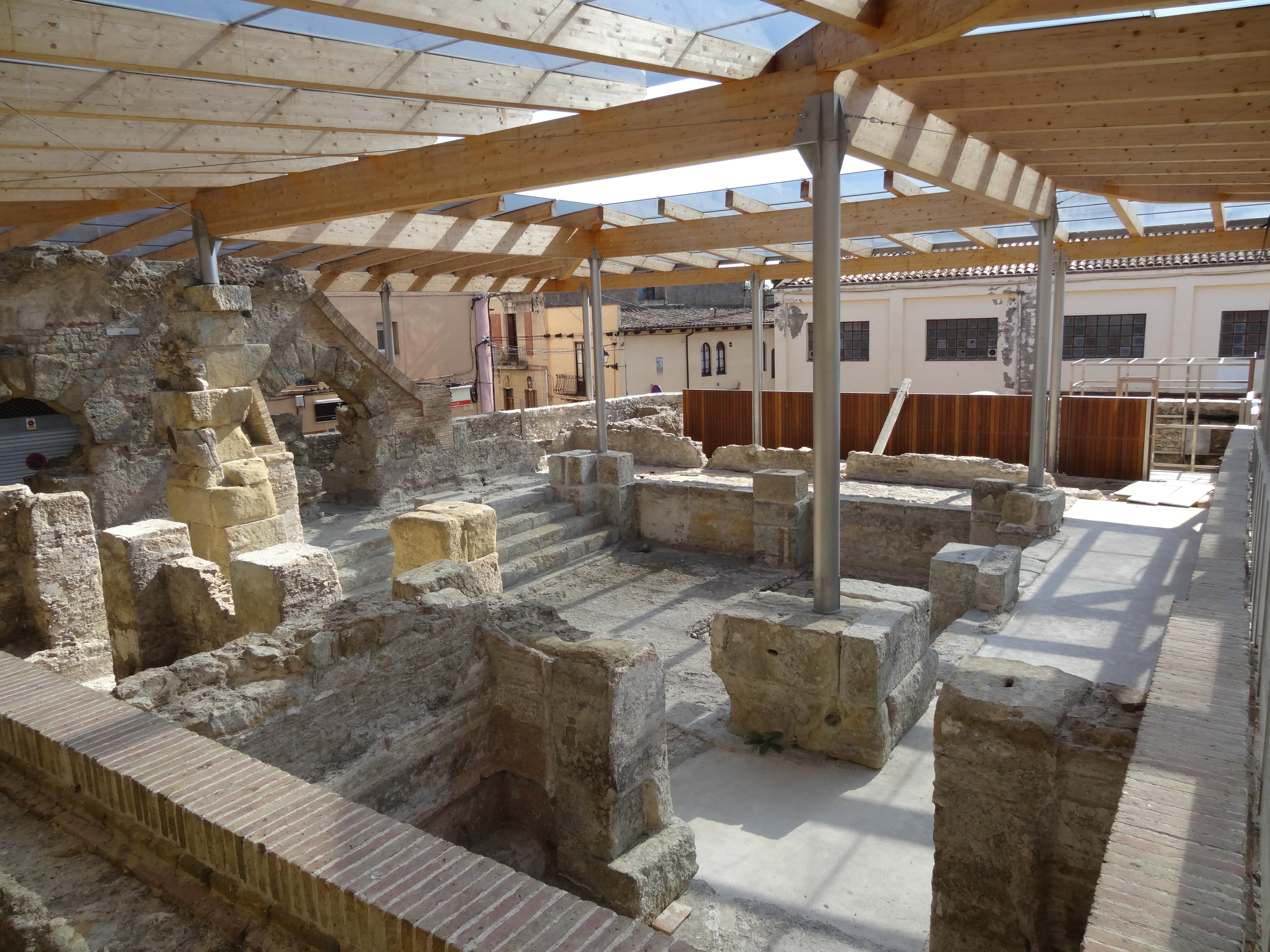
Termes romanes

Posteriorment, l'any 1880 es va descobrir una piscina pertanyent a un conjunt termal d'època romana. Tenia forma rectangular (9 x 6 metres) amb una fondària d'un metre i escala de tres graons a tot volt. Es conservava, també, part de les canalitzacions i desguassos.